# New London, Connecticut
New London är en stad (city) i New London County, Connecticut, USA med en folkmängd uppskattad av United States Census Bureau till 27 620 invånare (2010).
I staden finns United States Coast Guard Academy.